# Cetonia carthami
Cetonia carthami är en skalbaggsart som beskrevs av Hippolyte Louis Gory och Achille Rémy Percheron 1833. Cetonia carthami ingår i släktet Cetonia och familjen Cetoniidae. Utöver nominatformen finns också underarten C. c. aurataeformis.